# 泰基尔达考古和民族志博物馆
泰基尔达考古和民族志博物馆（土耳其語：Tekirdağ Arkeoloji ve Etnografya Müzesi）是一座国立博物馆，位于土耳其泰基尔达，展出省内及周边发现的考古 文物，以及与该地区文化历史相关的民族志物品。

## 历史
该博物馆成立于1967年，设于属于体育局的一栋小楼内。1976年，泰基尔达省省长的宅邸被分配给土耳其共和国文化旅游部，用作博物馆。1992年12月28日，泰基尔达博物馆于在这座建筑内向公众开放。
博物馆大楼有两个主要楼层，以及地下室、阁楼和花园。展览设在一楼的大厅、阁楼和带有五层露台的花园中展出。展品从青铜时代早期（公元前 3000-2500 年）、青铜时代晚期（公元前 2000-1200 年）、铁器时代早期（公元前1400-1000年）、希腊化时期、古罗马、东罗马帝国到奥斯曼帝国时期。民族志部分展示了该地区居民在奥斯曼时代及以后使用的物品，以举例说明他们历史上的生活方式。